# Villapodambre
Villapodambre es una localidad española perteneciente al municipio de Santa María de Ordás, en la provincia de León, comunidad autónoma de Castilla y León. Su patrón es San Roque.

## Geografía

### Ubicación
| Noroeste: Formigones         | Norte: Formigones         | Noreste: Canales-La Magdalena |
| Oeste: Riocastrillo de Ordás |                           | Este: Selga de Ordás          |
| Suroeste Callejo de Ordás    | Sur: Santa María de Ordás | Sureste: Santibáñez de Ordás  |

## Demografía
Evolución de la población
| Gráfica de evolución demográfica de Villapodambre entre 2000 y 2016 |
|                                                                     |
| Población de derecho (2000-2016) según el padrón municipal del INE  |